# Disturbia (film)
A Disturbia 2007-es amerikai thriller Shia LaBeouf főszereplésével, aki zűrös tizenévesként háziőrizetbe kerül, s úgy véli, szemtanúja, amint az egyik szomszédja gyilkosságot követ el. A filmet erősen inspirálta Alfred Hitchcock Hátsó ablak című alkotása, azonban nem remake-je a klasszikusnak. A 2007 áprilisában nagy sikert aratott Disturbiát az MPAA végül PG-13-as kategóriába sorolta, miután eredetileg R korhatárt szabott meg neki. Magyarországi bemutatójára 2007. augusztus 16-án került sor, 16 éven felüli nézőknek ajánlva.
A nem magyarított cím az angol nyelvet kevéssé ismerőknek nehezen értelmezhető. A sajátos kifejezés a „disturb” (zavar, zaklat) és a „suburbia” (külváros) szavak összerántásával keletkezett.

## Cselekmény
|  | Alább a cselekmény részletei következnek! |

Kale édesapjával horgászik, majd a hazafelé vezető úton súlyos balesetet szenvednek. Kale-nek sikerül kimászni a volán mögül, apja azonban életét veszti.
A fiú egy év múlva még mindig nehezen viseli a történteket. Egyik óráján ebből fakadóan tettlegesen bántalmazza tanárát, így a bíróság három hónap házi őrizetre ítéli. Kale nem léphet kertjén túl, amit egy a lábára rögzített műszer biztosít; ha a megengedettnél tovább merészkedik, automatikusan értesíti a rendőröket. Kezdetben még élvezi is a helyzetet, videójátékokkal, tévézéssel tölti könnyen jött szabadidejét, ám anyja törli iTunes Music Store és Xbox Live-előfizetését, és a tévé kábelét is elvágja. Kale-nek nem marad más, mint az ablak: távcsővel kémleli a környéket. Időnként felugrik hozzá haverja, Ronnie is. Rövidesen új lakók érkeznek a szomszédba. A gyönyörű Ashley azonnal felkelti Kale figyelmét; a lány minden lépését követi kukkerével. Ashley azonban egy alkalommal észreveszi és becsönget hozzá. A közvetlen lány gyorsan rájön, mivel tölti Kale az idejét, így immáron közös kémlelésekre is sor kerül. Egy este az egyik szomszéd, Turner hazahoz egy nőt, majd valami egészen ijesztőnek lesznek szemtanúi a fiatalok: a férfi talán megölte vendégét. A nő azonban rövidesen két lábán távozik.
Kale-t mégis nyugtalanítja a dolog, s elhatározza, hogy a végére jár az ügynek. Ashley és Ronnie segítségével próbál közelebb kerülni meggyőződése bizonyításához, ám nem jár sikerrel. Hamarosan újabb furcsa dologra lesz figyelmes: Turner egy nagy, sötét zsákot cipel be garázsába. Kale újabb akciót eszel ki Ronnie részvételével, ez azonban újfent balul sül el. Elhagyja a házat, ám az emiatt kiérkező rendőrök a rejtélyes zsákban egy döglött őz maradványait találják. Miközben Kale édesanyja átmegy Turnerhez, hogy megköszönje, a férfi nem tesz feljelentést birtokháborításért, Kale Ronnie videókamerájának felvételét vizsgálja, amit barátjának Turner házában sikerült rögzítenie. A fiú döbbenetes felfedezést tesz, ám már késő: Turner elfogta anyját, s most hozzá igyekszik. Ártalmatlanná teszi Ronnie-t, s megkötözi Kale-t. Az érkező Ashleynek köszönhetően sikerül kiszabadulnia, s szoros helyzetek sorozatát követően végül megtalálja fogvatartott anyját és több meggyilkolt nő holttestét a szomszéd pincéjében, ahol Turner végül halálát leli. Kale végre szabadon élvezheti Ashley társaságát.
|  | Itt a vége a cselekmény részletezésének! |

## Szereplők
- Kale Brecht – Shia LaBeouf – Markovics Tamás
- Ashley – Sarah Roemer – Molnár Ilona
- Turner – David Morse – Juhász György
- Julie Brecht – Carrie-Anne Moss – Orosz Anna
- Ronnie – Aaron Yoo – Simonyi Balázs
- Daniel Brecht – Matt Craven – Rosta Sándor

## Fogadtatás

### Kritikai visszhang
A filmet összességében jól fogadták a kritikusok. A Rotten Tomatoes oldalán 68%-on áll, kiemelve, hogy a Disturbia „feszült, finom thriller Shia LaBeouf figyelemre méltó alakításával.” A javarészt pozitív visszajelzések fényét emeli, hogy a film nem operál különösebben rendhagyó eszközökkel. Jeff Strickler, a Minneapolis Star Tribune munkatársa szerint „a kiszámíthatóságot kompenzálja a film energiája” Peter Travers a Rolling Stone-tól azt írja, „nincs értelme lehúzni ezt a thrillert a következetlenségei, logikai buktatói miatt, mikor az akció, az izgalom és a szexuális töltet ilyen jól van tálalva.”
Az ellentábor azonban kifogásolta az eredetiség hiányát, s gyakran hasonlította a Hátsó ablakhoz, amely megmérettetésből nem meglepő módon Hitchcock filmjét hozták ki győztesen. Az egyik kritikus szerint a „Disturbia olyan, mintha a Hátsó ablakot idióták írták és rendezték volna, James Stewart helyére pedig egy disney channeles kölyök került volna.”
A nézőknek különösen tetszett, amit láttak. A film 7 csillag felett áll az IMDb-n, míg a Rotten Tomatoes felhasználóinak szavazatátlaga 83%.

## Bevételi adatok
A film 2007. április 13-án nyitott közel háromezer moziban Észak-Amerikában, s három nap alatt 22,2 millió dollárt hozott, amivel megszerezte az első helyet a box office-listán. Ezt a pozíciót további két hétig sikerült megtartania, 13, illetve 9 millió dollárral; utóbbi az év legalacsonyabb összege, ami az első helyhez elegendő volt. Három heti #1 csupán egyetlen másik film volt 2007-ben, a jóval magasabb profilú, nagyköltségvetésű A nemzet aranya: Titkok könyve, s az április havában bemutatott filmek közül csak a Disturbia volt a heti legnézettebb film. A Vadidegen, Törés, az Elhagyott szoba és a Next is hiába szállt versenybe vele szemben. A dobogó felső fokának elhagyása után is jól tartotta magát a film, így végül 80,2 millió dollárral zárta pályafutását.
Az Amerikai Egyesült Államokon és Kanadán kívül a nyár és az ősz folyamán fokozatosan terjeszkedett a film. Összesen 37 millió dollárt tudhat magáénak, legsikeresebb piacainak Dél-Korea (4 millió dollár), Ausztrália (4 millió dollár), az Egyesült Királyság (3,6 millió dollár) és Franciaország (3,5 millió dollár) bizonyultak.
Magyarországon a Disturbia gyakorlatilag észrevétlen maradt. A UIP-Duna Film Budapesten 6 moziban mutatta be, azonban az első hétvégén csupán 2928 néző váltott rá jegyet, míg az ugyanekkor startoló Törésre majd' négyszer ennyien. A listán nyolcadik helyen indító film a MoziÜnnepnek köszönhetően harmadik hetében is ugyanannyi bevételt hozott, mint a másodikban (3,2 millió forint). Országszerte összesen 25 305-en látták a tíz kópián induló Disturbiát.